# Kunbir telephoroides
Kunbir telephoroides är en skalbaggsart som beskrevs av Auguste Lameere 1890. Kunbir telephoroides ingår i släktet Kunbir och familjen långhorningar. Inga underarter finns listade i Catalogue of Life.